# Патріція Мурго
Патріція Мурго (італ. Patrizia Murgo; нар. 26 березня 1962) — колишня італійська тенісистка.
Найвищим досягненням на турнірах Великого шолома було 3 коло в парному розряді.

## Фінали Туру WTA

### Парний розряд: 1 (0-1)
| Результат | Дата                         | Турнір              | Рівень  | Покриття | Партнерка      | Суперниці                      | Рахунок       |
| --------- | ---------------------------- | ------------------- | ------- | -------- | -------------- | ------------------------------ | ------------- |
| Поразка   | Internazionali d'Italia 1985 | Мастерс Рим, Італія | $50,000 | Ґрунт    | Барбара Романо | Сандра Чеккіні Раффаелла Реджі | 6–1, 4–6, 3–6 |